# Liga Nacional de Básquet 2024-25
La temporada 2024-25 de la Liga Nacional de Básquet de Argentina fue la cuadragésima primera edición de la máxima división nacional de clubes. Se inició el 7 de octubre de 2024 y concluyó el 20 de julio de 2025. El campeón fue Boca Juniors, que obtuvo su quinto título en la competencia.

## Equipos participantes
| Región                    | Cantidad |
| ------------------------- | -------- |
| Capital Federal           | 5        |
| Provincia de Buenos Aires | 3        |
| Córdoba                   | 3        |
| Corrientes                | 2        |
| Santiago del Estero       | 2        |
| Chubut                    | 1        |
| Formosa                   | 1        |
| La Rioja                  | 1        |
| Misiones                  | 1        |
| Santa Fe                  | 1        |

| Club                   | Ciudad              | Entrenador            | Estadio                                         | Capacidad |
| ---------------------- | ------------------- | --------------------- | ----------------------------------------------- | --------- |
| Argentino              | Junín               | Julian Pagura         | El Fortín de las Morochas                       | 1500      |
| Atenas                 | Córdoba             | Gustavo Peirone       | Estadio de Atenas                               | 3500      |
| Boca Juniors           | Buenos Aires        | Gonzalo Pérez         | Estadio Luis Conde                              | 2000      |
| Ciclista Olímpico      | La Banda            | Adrián Capelli        | Vicente Rosales                                 | 3400      |
| Ferro Carril Oeste     | Buenos Aires        | Federico Fernández    | Estadio Héctor Etchart                          | 4500      |
| Gimnasia y Esgrima     | Comodoro Rivadavia  | Martín Villagrán      | Estadio Socios Fundadores                       | 1453      |
| Independiente          | Oliva               | Martín González       | Polideportivo Independiente DSC, ''El Gigante'' | 600       |
| Instituto              | Córdoba             | Lucas Victoriano      | Gimnasio Ángel Sandrín                          | 2000      |
| La Unión               | Formosa             | José Luis Pisani      | Estadio Cincuentenario                          | 4500      |
| Oberá Tenis Club       | Oberá               | Fabio Demti           | Estadio Dr. Luis Augusto Derna                  | 2000      |
| Obras Basket           | Buenos Aires        | Diego Vadell          | Estadio Obras Sanitarias                        | 3000      |
| Peñarol                | Mar del Plata       | Hernán Laginestra     | Polideportivo Islas Malvinas                    | 8000      |
| Platense               | Florida             | Alejandro Vázquez     | Microestadio Ciudad de Vicente López            | 1200      |
| Quimsa                 | Santiago del Estero | Leandro Ramella       | Ciudad                                          | 5000      |
| Regatas                | Corrientes          | Fernando Calvi        | José Jorge Contte                               | 3400      |
| Riachuelo              | La Rioja            | Sebastián Gonzalez    | Superdomo La Rioja                              | 13 000    |
| San Lorenzo de Almagro | Buenos Aires        | Leonardo Costa        | Polideportivo Roberto Pando                     | 2200      |
| San Martín             | Corrientes          | Gabriel Revidatti     | El Fortín Rojinegro                             | 2500      |
| Unión                  | Santa Fe            | Maximiliano Seigorman | Ángel P. Malvicino                              | 4500      |
| Zárate Basket          | Zárate              | Manuel Anglese        | DAM Stadium                                     | 2500      |

Cambios de entrenadores
| Club             | Entrenador saliente | Fecha salida   | Entrenador entrante | Fecha entrada  |
| ---------------- | ------------------- | -------------- | ------------------- | -------------- |
| Argentino (J)    | Julian Pagura       | 2 de diciembre | Marcelo Macías      | 4 de diciembre |
| Argentino (J)    | Marcelo Macías      | 16 de enero    | Diego Camún         | 16 de enero    |
| Regatas (C)      | Fernando Calvi      | 19 de febrero  | Juan Varas          | 19 de febrero  |
| Obras Sanitarias | Diego Vadell        | 1 de abril     | Guido Fabbris       | 2 de abril     |

## Formato de competencia
La temporada 2024/25 de la principal competencia de clubes, manteniendo el formato de dos rondas todos contra todos, dará inicio el 9 de octubre con el Partido Inaugural.
La fase regular de La Liga Nacional 24/25 tiene previsto su cierre para finales de abril, comenzando la Reclasificación y los Playoffs en mayo. Las finales se disputarán en el mes de junio.
Concluida la fase regular, los doce mejores equipos (1.° a 12.°) avanzan a la postemporada para definir al campeón del torneo, mientras que los dos peores (19.° y 20.°) definen entre sí al peor equipo de la temporada y quien pierde la plaza para la siguiente temporada. Los restantes equipos (13.° al 18.°) dejan de participar, conservando su plaza para la próxima edición.
De los doce mejores, los cuatro mejores acceden a los cuartos de final, mientras que los restantes (5.° al 12.°) disputan la reclasificación, al mejor de cinco encuentros, enfrentándose 5.° contra 12.°, 6.° contra 11.°, 7.° contra 10.° y 8.° contra 9.°. Los cuatro vencedores de la reclasificación se reordenan en función de la posición en la tabla de la fase regular de manera que se enfrentan en cuartos de final según el siguiente ordenamiento: 1.° contra peor clasificado, 2.° contra segundo peor clasificado, 3.° contra segundo mejor clasificado, 4.° contra mejor clasificado. Esta instancia se disputa, cómo el resto de los play-offs, al mejor de cinco partidos y los ganadores de las series acceden a las semifinales. Los ganadores de las semifinales disputan la final, donde el equipo que venza en la serie se proclama campeón de la temporada.
Métodos de desempate
Cuando exista un empate en puntos entre dos o más equipos al final de la fase regular, el desempate se definirá de la siguiente manera:
1. Enfrentamientos entre ambos equipos en la fase en cuestión.
2. Mayor diferencia de puntos en los partidos disputados entre ellos.
3. Mayor número de puntos conseguidos en los partidos disputados entre ellos.
4. Mayor diferencia de puntos en todos los partidos de la Fase en cuestión.
5. Mayor número de puntos conseguidos en todos los partidos de la Fase en cuestión.
6. Sorteo.

Permanencia.
Los dos últimos equipos de la tabla general se enfrentaran en una serie a 5 partidos, con ventaja de localía para el mejor ubicado. Quien resultase perdedor de la permanencia, descenderá hacia la segunda categoría del básquet nacional (La Liga Argentina) y su lugar en la Liga Nacional lo integrara el campeón de la Liga Argentina 2024/25, el cual se conocerá luego de la finalización de aquellos playoffs.

## Temporada regular

### Clasificación
| Equipo      | Equipo        | Pts | PJ | PG | PP | PF   | PC   | Dif  |
| ----------- | ------------- | --- | -- | -- | -- | ---- | ---- | ---- |
| 1.º         | Boca Juniors  | 67  | 38 | 29 | 9  | 3097 | 2884 | 213  |
| 2.º         | Oberá         | 64  | 38 | 26 | 12 | 3140 | 2960 | 180  |
| 3.º         | Instituto     | 64  | 38 | 26 | 12 | 3073 | 2790 | 283  |
| 4.º         | Quimsa        | 63  | 38 | 25 | 13 | 3320 | 2973 | 347  |
| 5.º         | Obras         | 62  | 38 | 24 | 14 | 3134 | 3028 | 106  |
| 6.º         | Riachuelo     | 60  | 37 | 22 | 15 | 3032 | 2894 | 138  |
| 7.º         | Regatas       | 58  | 38 | 20 | 18 | 3018 | 3015 | 3    |
| 8.º         | Ferro         | 58  | 38 | 20 | 18 | 3108 | 3131 | -23  |
| 9.º         | Gimnasia      | 58  | 38 | 20 | 18 | 3141 | 2985 | 156  |
| 10.º        | San Martín    | 57  | 38 | 19 | 19 | 2824 | 2779 | 45   |
| 11.º        | Unión         | 57  | 38 | 19 | 19 | 3116 | 3237 | -121 |
| 12.º        | Atenas        | 57  | 38 | 19 | 19 | 2997 | 3058 | -61  |
| 13.º        | Peñarol       | 55  | 38 | 18 | 20 | 3085 | 2990 | 95   |
| 14.º        | Olímpico      | 55  | 38 | 17 | 21 | 3067 | 3168 | -101 |
| 15.º        | San Lorenzo   | 55  | 38 | 17 | 21 | 2945 | 3034 | -89  |
| 16.º        | Platense      | 53  | 38 | 15 | 23 | 3018 | 3125 | -107 |
| 17.º        | Independiente | 52  | 38 | 14 | 24 | 3237 | 3348 | -111 |
| 18.º        | La Unión      | 51  | 38 | 13 | 25 | 3199 | 3286 | -87  |
| 19.º        | Zárate        | 48  | 37 | 10 | 27 | 2723 | 3097 | -374 |
| 20.º        | Argentino     | 44  | 38 | 6  | 32 | 2724 | 3216 | -492 |
| Fuente: LNB |               |     |    |    |    |      |      |      |

|  | Clasificados a los cuartos de final.        |
|  | Clasificados a la reclasificación.          |
|  | Clasificados a la serie por la permanencia. |

1. ↑  No jugó el último partido ante Zárate por problemas climáticos. Se le otorgó un punto a cada equipo.
2. ↑  No jugó el último partido ante Riachuelo por problemas climáticos. Se le otorgó un punto a cada equipo.

### Resultados
| Local \ Visitante       | ARG    | ATE    | BOC   | CCO    | FCO   | GYE    | IND    | INS    | LUF    | OTC    | OBR    | PEÑ    | PLA    | QUI    | REG    | RIA    | SAN   | SMC    | UNI     | ZAR    |
| ----------------------- | ------ | ------ | ----- | ------ | ----- | ------ | ------ | ------ | ------ | ------ | ------ | ------ | ------ | ------ | ------ | ------ | ----- | ------ | ------- | ------ |
| Argentino               | —      | 66–91  | 61–60 | 78–80  | 89–84 | 61–80  | 51–65  | 63–78  | 71–76  | 67–76  | 64–76  | 83–85  | 54–75  | 67–99  | 90–80  | 69–86  | 60–77 | 70–69  | 67–69   | 81–73  |
| Atenas                  | 94–85  | —      | 69–81 | 75–64  | 97–74 | 78–74  | 87–84  | 74–87  | 68–87  | 81–85  | 72–83  | 82–71  | 79–65  | 77–76  | 107–79 | 63–80  | 84–61 | 68–60  | 85–75   | 94–96  |
| Boca Juniors            | 89–81  | 82–57  | —     | 84–76  | 80–77 | 73–62  | 80–78  | 105–80 | 97–91  | 87–77  | 78–59  | 83–81  | 85–73  | 72–76  | 83–79  | 84–77  | 75–76 | 66–64  | 99–72   | 88–61  |
| Ciclista Olímpico       | 95–69  | 81–84  | 93–74 | —      | 92–67 | 82–89  | 97–102 | 92–80  | 92–74  | 82–79  | 79–81  | 78–72  | 73–68  | 78–65  | 89–86  | 72–106 | 95–72 | 83–71  | 87–95   | 87–77  |
| Ferro Carril Oeste      | 90–67  | 84–79  | 82–97 | 81–69  | —     | 88–84  | 93–77  | 78–88  | 99–100 | 88–81  | 85–83  | 84–82  | 92–82  | 77–93  | 88–93  | 90–80  | 73–77 | 79–71  | 72–77   | 72–64  |
| Gimnasia y Esgrima (CR) | 113–74 | 66–70  | 67–83 | 74–84  | 74–81 | —      | 97–83  | 72–74  | 86–79  | 64–62  | 89–91  | 88–86  | 105–71 | 88–84  | 109–70 | 76–65  | 92–81 | 74–72  | 91–79   | 98–68  |
| Independiente (O)       | 95–86  | 76–83  | 77–79 | 104–72 | 87–92 | 79–84  | —      | 70–87  | 82–80  | 84–93  | 93–100 | 93–107 | 92–86  | 80–91  | 87–75  | 98–81  | 88–98 | 93–80  | 100–105 | 95–106 |
| Instituto               | 101–73 | 84–73  | 86–90 | 99–73  | 79–67 | 90–78  | 96–101 | —      | 79–75  | 74–86  | 94–92  | 86–64  | 76–49  | 79–69  | 75–67  | 78–79  | 94–65 | 65–71  | 104–93  | 92–69  |
| La Unión                | 104–73 | 77–81  | 97–92 | 88–102 | 99–86 | 76–81  | 88–95  | 79–85  | —      | 96–103 | 77–82  | 73–91  | 82–88  | 83–77  | 78–79  | 69–78  | 78–85 | 86–81  | 90–79   | 83–85  |
| Oberá Tenis Club        | 94–48  | 98–76  | 81–83 | 101–80 | 89–93 | 76–72  | 83–81  | 85–77  | 98–91  | —      | 90–75  | 86–71  | 83–77  | 87–75  | 69–62  | 93–80  | 74–79 | 74–70  | 96–80   | 75–66  |
| Obras Basket            | 79–71  | 76–83  | 92–90 | 83–76  | 89–73 | 75–70  | 90–78  | 61–76  | 85–77  | 87–76  | —      | 85–93  | 94–90  | 78–64  | 92–85  | 80–84  | 78–62 | 96–99  | 89–73   | 98–73  |
| Peñarol                 | 94–62  | 81–66  | 64–72 | 90–58  | 73–75 | 100–86 | 99–74  | 89–71  | 91–94  | 78–97  | 82–71  | —      | 75–79  | 63–81  | 84–65  | 89–75  | 80–77 | 87–61  | 80–82   | 110–81 |
| Platense                | 96–82  | 75–71  | 84–93 | 97–66  | 79–85 | 88–94  | 83–87  | 69–67  | 86–87  | 73–67  | 90–82  | 72–75  | —      | 82–106 | 93–76  | 65–70  | 81–71 | 65–87  | 116–92  | 88–82  |
| Quimsa                  | 100–75 | 119–76 | 97–67 | 95–72  | 81–73 | 84–77  | 107–99 | 75–77  | 94–64  | 84–85  | 96–72  | 79–84  | 91–66  | —      | 103–85 | 81–74  | 96–79 | 107–84 | 97–84   | 91–70  |
| Regatas                 | 81–76  | 81–63  | 61–68 | 98–74  | 84–80 | 83–80  | 85–60  | 82–77  | 105–96 | 81–83  | 61–73  | 84–64  | 94–61  | 63–72  | —      | 81–77  | 88–78 | 83–69  | 88–73   | 97–63  |
| Riachuelo               | 87–76  | 97–88  | 75–80 | 90–66  | 91–81 | 77–73  | 88–95  | 67–87  | 90–86  | 91–58  | 63–90  | 83–71  | 86–91  | 97–99  | 99–58  | —      | 90–77 | 74–67  | 92–87   | 79–65  |
| San Lorenzo             | 87–72  | 94–88  | 83–78 | 86–69  | 72–85 | 78–74  | 94–77  | 72–87  | 89–84  | 85–86  | 88–95  | 76–63  | 73–78  | 63–73  | 74–79  | 73–77  | —     | 59–73  | 80–78   | 83–85  |
| San Martín (C)          | 66–82  | 89–57  | 69–64 | 79–78  | 81–71 | 66–62  | 85–69  | 54–76  | 94–96  | 76–67  | 83–61  | 76–55  | 75–66  | 87–68  | 55–62  | 74–68  | 64–73 | —      | 65–54   | 81–70  |
| Unión (SF)              | 86–83  | 92–88  | 77–83 | 95–89  | 85–89 | 88–89  | 89–87  | 69–68  | 87–81  | 76–73  | 77–91  | 85–79  | 103–96 | 92–85  | 84–76  | 64–79  | 68–63 | 79–74  | —       | 91–77  |
| Zárate Basket           | 86–77  | 73–89  | 72–73 | 60–92  | 66–80 | 86–109 | 71–72  | 0–20   | 70–78  | 72–74  | 74–70  | 87–82  | 76–72  | 97–90  | 66–85  | 0–0    | 75–85 | 72–84  | 89–82   | —      |

## Playoffs

#### Play-offs de permanencia

###### Zárate - Argentino (J)
| 30 de mayo de 2025 | Zárate                                                                              | 63–76                                | Argentino (J)                                                                 | Zárate                                                                                                 |  |  |
| 21:00 (UTC-3)      | Parciales: 7-17, 15-18, 23-21, 18-20                                                | Parciales: 7-17, 15-18, 23-21, 18-20 | Parciales: 7-17, 15-18, 23-21, 18-20                                          | |  |  |
|                    | Estadísticas Lorenzo Capponi (20) Cristhian Clos Gómez (6) Cristhian Clos Gómez (3) | Reporte Pts Reb Asts                 | Estadísticas (17) Manuel Hernández (8) Raynere Thornton (4) Jeremías Frontera | Pabellón: DAM Stadium Árbitros: Pablo Estévez Roberto Smith Alejandro Trías Televisión: Basquetpass.tv |  |  |
| 0-1                |                                                                                     |                                      |                                                                               | |  |  |
|                    |                                                                                     |                                      |                                                                               | |  |  |

| 1 de junio de 2025 | Zárate                                                               | 69–51                                | Argentino (J)                                                               | Zárate                                                                                                  |  |  |
| 20:00 (UTC-3)      | Parciales: 17-14, 17-16, 17-9, 18-12                                 | Parciales: 17-14, 17-16, 17-9, 18-12 | Parciales: 17-14, 17-16, 17-9, 18-12                                        | |  |  |
|                    | Estadísticas Lautaro Fraga (17) Joan Gutiérrez (9) Lautaro Fraga (4) | Reporte Pts Reb Asts                 | Estadísticas (10) Tres jugadores (9) Raynere Thornton (3) Jeremías Frontera | Pabellón: DAM Stadium Árbitros: Oscar Brítez Sergio Tarifeño Julio Dinamarca Televisión: Basquetpass.tv |  |  |
| 1-1                |                                                                      |                                      |                                                                             | |  |  |
|                    |                                                                      |                                      |                                                                             | |  |  |

| 5 de junio de 2025 | Argentino (J)                                                             | 75–63                                 | Zárate                                                                 | Junín |  |  |
| 21:00 (UTC-3)      | Parciales: 19-16, 21-14, 14-16, 21-17                                     | Parciales: 19-16, 21-14, 14-16, 21-17 | Parciales: 19-16, 21-14, 14-16, 21-17                                  | |  |  |
|                    | Estadísticas Jeremías Frontera (19) Raynere Thornton (8) Manuel Gómez (5) | Reporte Pts Reb Asts                  | Estadísticas (19) Martín Trelles (9) Martín Trelles (3) Martín Trelles | Pabellón: El Fortín de Las Morochas Árbitros: Fabricio Vito Alejandro Zanabone Raúl Lorenzo Televisión: Basquetpass.tv |  |  |
| 2-1                |                                                                           |                                       |                                                                        | |  |  |
|                    |                                                                           |                                       |                                                                        | |  |  |

| 7 de junio de 2025         | Argentino (J)                                                                 | 78–61                                | Zárate                                                                 | Junín |  |
| 21:00 (UTC-3)              | Parciales: 17-23, 25-16, 18-16, 18-6                                          | Parciales: 17-23, 25-16, 18-16, 18-6 | Parciales: 17-23, 25-16, 18-16, 18-6                                   | |  |
|                            | Estadísticas Manuel Hernández (23) Raynere Thornton (10) Raynere Thornton (4) | Reporte Pts Reb Asts                 | Estadísticas (11) Martín Trelles (8) Joan Gutiérrez (3) Martín Trelles | Pabellón: El Fortín de Las Morochas Árbitros: Pablo Estévez Alejandro Chiti Ariel Rosas Televisión: Basquetpass.tv |  |
| 3-1                        |                                                                               |                                      |                                                                        | |  |
| Zárate pierde la categoría |                                                                               |                                      |                                                                        | |  |

#### Play-offs de campeonato

###### Cuadro
|  | Reclasificación | Reclasificación | Reclasificación |             |   | Cuartos de final | Cuartos de final | Cuartos de final |  |     | Semifinales  | Semifinales | Semifinales |  |     | Final        | Final | Final |  |
|  |                 |                 |                 |             |   |                  |                  |                  |  |     |              |             |             |  |     |              |       |       |  |
|  |                 |                 |                 |             |   |                  |                  |                  |  |     |              |             |             |  |     |              |       |       |  |
|  |                 |                 |                 |             |   |                  |                  |                  |  |     |              |             |             |  |     |              |       |       |  |
|  |                 |                 |                 |             |   |                  |                  |                  |  |     |              |             |             |  |     |              |       |       |  |
|  |                 |                 |                 |             |   |                  |                  |                  |  |     |              |             |             |  |     |              |       |       |  |
|  |                 | 1.°             | Boca Juniors    | 3           |   |                  |                  |                  |  |     |              |             |             |  |     |              |       |       |  |
|  |                 |                 |                 | 3           |   |                  |                  |                  |  |     |              |             |             |  |     |              |       |       |  |
|  |                 |                 | 8.°             | Ferro       | 2 |                  |                  |                  |  |     |              |             |             |  |     |              |       |       |  |
|  | 8.°             | Ferro           | 8.°             | Ferro       | 2 | 3                |                  |                  |  |     |              |             |             |  |     |              |       |       |  |
|  | 8.°             | Ferro           |                 |             |   |                  |                  |                  |  |     |              |             |             |  |     |              |       |       |  |
|  | 9.°             | Gimnasia (CR)   | 2               |             |   |                  |                  |                  |  |     |              |             |             |  |     |              |       |       |  |
|  | 9.°             | Gimnasia (CR)   | 2               |             |   |                  |                  |                  |  | 1.° | Boca Juniors | 3           |             |  |     |              |       |       |  |
|  |                 |                 |                 |             |   |                  |                  |                  |  | 1.° | Boca Juniors | 3           |             |  |     |              |       |       |  |
|  |                 |                 | 4.°             | Quimsa      | 0 |                  |                  |                  |  |     |              |             |             |  |     |              |       |       |  |
|  |                 |                 | 4.°             | Quimsa      | 0 |                  |                  |                  |  |     |              |             |             |  |     |              |       |       |  |
|  |                 |                 |                 |             |   |                  |                  |                  |  |     |              |             |             |  |     |              |       |       |  |
|  |                 |                 |                 |             |   |                  |                  |                  |  |     |              |             |             |  |     |              |       |       |  |
|  |                 | 4.°             | Quimsa          | 3           |   |                  |                  |                  |  |     |              |             |             |  |     |              |       |       |  |
|  |                 |                 |                 | 3           |   |                  |                  |                  |  |     |              |             |             |  |     |              |       |       |  |
|  |                 |                 | 5.°             | Obras       | 0 |                  |                  |                  |  |     |              |             |             |  |     |              |       |       |  |
|  | 5.°             | Obras           | 5.°             | Obras       | 0 | 3                |                  |                  |  |     |              |             |             |  |     |              |       |       |  |
|  | 5.°             | Obras           |                 |             |   |                  |                  |                  |  |     |              |             |             |  |     |              |       |       |  |
|  | 12.°            | Atenas          | 0               |             |   |                  |                  |                  |  |     |              |             |             |  |     |              |       |       |  |
|  | 12.°            | Atenas          | 0               |             |   |                  |                  |                  |  |     |              |             |             |  | 1.° | Boca Juniors | 4     |       |  |
|  |                 |                 |                 |             |   |                  |                  |                  |  |     |              |             |             |  | 1.° | Boca Juniors | 4     |       |  |
|  |                 |                 | 3.°             | Instituto   | 3 |                  |                  |                  |  |     |              |             |             |  |     |              |       |       |  |
|  |                 |                 | 3.°             | Instituto   | 3 |                  |                  |                  |  |     |              |             |             |  |     |              |       |       |  |
|  |                 |                 |                 |             |   |                  |                  |                  |  |     |              |             |             |  |     |              |       |       |  |
|  |                 |                 |                 |             |   |                  |                  |                  |  |     |              |             |             |  |     |              |       |       |  |
|  |                 | 2.°             | Oberá TC        | 1           |   |                  |                  |                  |  |     |              |             |             |  |     |              |       |       |  |
|  |                 |                 |                 | 1           |   |                  |                  |                  |  |     |              |             |             |  |     |              |       |       |  |
|  |                 |                 | 7.°             | Regatas (C) | 3 |                  |                  |                  |  |     |              |             |             |  |     |              |       |       |  |
|  | 7.°             | Regatas (C)     | 7.°             | Regatas (C) | 3 | 3                |                  |                  |  |     |              |             |             |  |     |              |       |       |  |
|  | 7.°             | Regatas (C)     |                 |             |   |                  |                  |                  |  |     |              |             |             |  |     |              |       |       |  |
|  | 9.°             | San Martín (C)  | 2               |             |   |                  |                  |                  |  |     |              |             |             |  |     |              |       |       |  |
|  | 9.°             | San Martín (C)  | 2               |             |   |                  |                  |                  |  | 3.º | Instituto    | 3           |             |  |     |              |       |       |  |
|  |                 |                 |                 |             |   |                  |                  |                  |  | 3.º | Instituto    | 3           |             |  |     |              |       |       |  |
|  |                 |                 | 7.º             | Regatas (C) | 1 |                  |                  |                  |  |     |              |             |             |  |     |              |       |       |  |
|  |                 |                 | 7.º             | Regatas (C) | 1 |                  |                  |                  |  |     |              |             |             |  |     |              |       |       |  |
|  |                 |                 |                 |             |   |                  |                  |                  |  |     |              |             |             |  |     |              |       |       |  |
|  |                 |                 |                 |             |   |                  |                  |                  |  |     |              |             |             |  |     |              |       |       |  |
|  |                 | 3.°             | Instituto       | 3           |   |                  |                  |                  |  |     |              |             |             |  |     |              |       |       |  |
|  |                 |                 |                 | 3           |   |                  |                  |                  |  |     |              |             |             |  |     |              |       |       |  |
|  |                 |                 | 6.°             | Riachuelo   | 1 |                  |                  |                  |  |     |              |             |             |  |     |              |       |       |  |
|  | 6.°             | Riachuelo       | 6.°             | Riachuelo   | 1 | 3                |                  |                  |  |     |              |             |             |  |     |              |       |       |  |
|  | 6.°             | Riachuelo       |                 |             |   |                  |                  |                  |  |     |              |             |             |  |     |              |       |       |  |
|  | 11.°            | Unión           | 1               |             |   |                  |                  |                  |  |     |              |             |             |  |     |              |       |       |  |
|  | 11.°            | Unión           | 1               |             |   |                  |                  |                  |  |     |              |             |             |  |     |              |       |       |  |
|  |                 |                 |                 |             |   |                  |                  |                  |  |     |              |             |             |  |     |              |       |       |  |

Notas: Los equipos ubicados en la primera línea obtuvieron ventaja de localía.
Los resultados a la derecha de cada equipo representan los partidos ganados en la serie.

#### Reclasificación

###### Obras vs. Atenas
| 24 de mayo de 2025 | Obras                                                             | 91–80                                 | Atenas                                                               | Buenos Aires |  |  |
| 20:00 (UTC-3)      | Parciales: 22-21, 31-18, 23-22, 15-19                             | Parciales: 22-21, 31-18, 23-22, 15-19 | Parciales: 22-21, 31-18, 23-22, 15-19                                | |  |  |
|                    | Estadísticas Chris Clarke (18) Chris Clarke (13) Pedro Barral (3) | Reporte Pts Reb Asts                  | Estadísticas (21) Nakye Sanders (7) Nakye Sanders (8) Carlos Buendía | Pabellón: Estadio Obras Sanitarias Árbitros: Juan José Fernández Julio Dinamarca Franco Anselmo Televisión: Basquetpass.tv |  |  |
| 1-0                |                                                                   |                                       |                                                                      | |  |  |
|                    |                                                                   |                                       |                                                                      | |  |  |

| 26 de mayo de 2025 | Obras                                                                | 88–80                                              | Atenas                                                                      | Buenos Aires                                                                                                |  |  |
| 20:05 (UTC-3)      | Parciales: 24-14, 14-17, 21-19, 13-22 (T.E.: 16-8)                   | Parciales: 24-14, 14-17, 21-19, 13-22 (T.E.: 16-8) | Parciales: 24-14, 14-17, 21-19, 13-22 (T.E.: 16-8)                          | |  |  |
|                    | Estadísticas Leonel Schattmann (23) Marcos Mata (9) Pedro Barral (9) | Reporte Pts Reb Asts                               | Estadísticas (24) Nakye Sanders (15) Nakye Sanders (4) Nicolás Zurschmitten | Pabellón: Estadio Obras Sanitarias Árbitros: Fabricio Vito Oscar Brítez Gonzalo Delsart Televisión: DSports |  |  |
| 2-0                |                                                                      |                                                    |                                                                             | |  |  |
|                    |                                                                      |                                                    |                                                                             | |  |  |

| 30 de mayo de 2025              | Atenas                                                             | 78–79                                 | Obras                                                                       | Córdoba |  |
| 21:30 (UTC-3)                   | Parciales: 17-20, 17-15, 20-26, 24-18                              | Parciales: 17-20, 17-15, 20-26, 24-18 | Parciales: 17-20, 17-15, 20-26, 24-18                                       | |  |
|                                 | Estadísticas Carlos Buemo (9) Lautaro Rivata (4) Dos jugadores (2) | Reporte Pts Reb Asts                  | Estadísticas (19) Leonel Schattmann (11) Chris Clarke (3) Leonel Schattmann | Pabellón: Estadio Estructuras Pretensa-Atenas Árbitros: Alejandro Chiti Ariel Rosas Alberto Ponzo Televisión: Basquetpass.tv |  |
| 0-3                             |                                                                    |                                       |                                                                             | |  |
| Obras avanza a cuartos de final |                                                                    |                                       |                                                                             | |  |

###### Ferro vs. Gimnasia (CR)
| 24 de mayo de 2025 | Ferro                                                                      | 77–67                                 | Gimnasia (CR)                                                        | Buenos Aires                                                                                                   |  |  |
| 21:00 (UTC-3)      | Parciales: 19-17, 18-16, 23-15, 17-19                                      | Parciales: 19-17, 18-16, 23-15, 17-19 | Parciales: 19-17, 18-16, 23-15, 17-19                                | |  |  |
|                    | Estadísticas Felipe Rodríguez (18) Alejandro Diez (6) Emiliano Lezcano (5) | Reporte Pts Reb Asts                  | Estadísticas (20) Ken Horton (9) Travis Daniels (2) Cuatro jugadores | Pabellón: Estadio Héctor Etchart Árbitros: Fabricio Vito Raúl Sánchez Danilo Molina Televisión: Basquetpass.tv |  |  |
| 1-0                |                                                                            |                                       |                                                                      | |  |  |
|                    |                                                                            |                                       |                                                                      | |  |  |

| 26 de mayo de 2025 | Ferro                                                                     | 75–92                                 | Gimnasia (CR)                                                       | Buenos Aires                                                                                                   |  |  |
| 22:10 (UTC-3)      | Parciales: 18-28, 14-16, 26-23, 17-25                                     | Parciales: 18-28, 14-16, 26-23, 17-25 | Parciales: 18-28, 14-16, 26-23, 17-25                               | |  |  |
|                    | Estadísticas Valentín Bettiga (17) Valentín Bettiga (5) Jano Martínez (7) | Reporte Pts Reb Asts                  | Estadísticas (19) Marcos Chacón (6) Travis Daniels (6) Andre Nation | Pabellón: Estadio Héctor Etchart Árbitros: Alejandro Chiti Julio Dinamarca Raúl Lorenzo Televisión: TyC Sports |  |  |
| 1-1                |                                                                           |                                       |                                                                     | |  |  |
|                    |                                                                           |                                       |                                                                     | |  |  |

| 29 de mayo de 2025 | Gimnasia (CR)                                                        | 76–57                                | Ferro                                                                | Comodoro Rivadavia |  |  |
| 21:00 (UTC-3)      | Parciales: 24-8, 21-14, 15-21, 16-14                                 | Parciales: 24-8, 21-14, 15-21, 16-14 | Parciales: 24-8, 21-14, 15-21, 16-14                                 | |  |  |
|                    | Estadísticas Ken Horton (20) Travis Daniels (7) Emiliano Toretta (9) | Reporte Pts Reb Asts                 | Estadísticas (12) Jano Martínez (8) Mariano Fierro (5) Jano Martínez | Pabellón: Estadio Socios Fundadores Árbitros: Pablo Estévez Gonzalo Delsart Ezequiel Macías Televisión: Basquetpass.tv |  |  |
| 2-1                |                                                                      |                                      |                                                                      | |  |  |
|                    |                                                                      |                                      |                                                                      | |  |  |

| 31 de mayo de 2025 | Gimnasia (CR)                                                             | 64–77                                 | Ferro                                                                   | Comodoro Rivadavia |  |  |
| 20:30 (UTC-3)      | Parciales: 14-27, 20-15, 13-20, 17-15                                     | Parciales: 14-27, 20-15, 13-20, 17-15 | Parciales: 14-27, 20-15, 13-20, 17-15                                   | |  |  |
|                    | Estadísticas Anyelo Cisneros (14) Anyelo Cisneros (7) Martiniano Dato (2) | Reporte Pts Reb Asts                  | Estadísticas (19) Emiliano Lezcano (8) Alejandro Diez (6) Jano Martínez | Pabellón: Estadio Socios Fundadores Árbitros: Fernando Sampietro Juan José Fernández Fabio Alaníz Televisión: Basquetpass.tv |  |  |
| 2-2                |                                                                           |                                       |                                                                         | |  |  |
|                    |                                                                           |                                       |                                                                         | |  |  |

| 3 de junio de 2025              | Ferro                                                                         | 91–70                                 | Gimnasia (CR)                                                           | Buenos Aires                                                                                            |  |
| 20:05 (UTC-3)                   | Parciales: 23-17, 21-17, 22-21, 25-15                                         | Parciales: 23-17, 21-17, 22-21, 25-15 | Parciales: 23-17, 21-17, 22-21, 25-15                                   | |  |
|                                 | Estadísticas Gabriel Malachias (19) Valentín Bettiga (7) Rodrigo Gallegos (6) | Reporte Pts Reb Asts                  | Estadísticas (14) Emiliano Toretta (8) Dos jugadores (3) Tres jugadores | Pabellón: Estadio Héctor Etchart Árbitros: Oscar Brítez Roberto Smith Alberto Ponzo Televisión: DSports |  |
| 3-2                             |                                                                               |                                       |                                                                         | |  |
| Ferro avanza a cuartos de final |                                                                               |                                       |                                                                         | |  |

###### Riachuelo vs. Unión
| 24 de mayo de 2025 | Riachuelo                                                                        | 92–79                                 | Unión                                                                    | La Rioja |  |  |
| 22:00 (UTC-3)      | Parciales: 21-21, 23-20, 30-16, 18-22                                            | Parciales: 21-21, 23-20, 30-16, 18-22 | Parciales: 21-21, 23-20, 30-16, 18-22                                    | |  |  |
|                    | Estadísticas Juan Pablo Corbalán (22) Reginald Becton (8) Valentín Forestier (5) | Reporte Pts Reb Asts                  | Estadísticas (14) Dominique Morrison (7) Pedro Bombino (5) Gastón Whelan | Pabellón: Superdomo de La Rioja Árbitros: Alejandro Chiti Sergio Tarifeño Ariel Rosas Televisión: Basquetpass.tv |  |  |
| 1-0                |                                                                                  |                                       |                                                                          | |  |  |
|                    |                                                                                  |                                       |                                                                          | |  |  |

| 26 de mayo de 2025 | Riachuelo                                                             | 98–85                                 | Unión                                                                    | La Rioja |  |  |
| 21:30 (UTC-3)      | Parciales: 29-21, 21-20, 24-21, 24-23                                 | Parciales: 29-21, 21-20, 24-21, 24-23 | Parciales: 29-21, 21-20, 24-21, 24-23                                    | |  |  |
|                    | Estadísticas Reginald Becton (19) Xavier Carreras (8) Omar Krayem (6) | Reporte Pts Reb Asts                  | Estadísticas (22) Dominique Morrison (7) Michael Craion (7) Marcos Cabot | Pabellón: Superdomo de La Rioja Árbitros: Pablo Estévez Alejandro Zanabone Alberto Ponzo Televisión: Basquetpass.tv |  |  |
| 2-0                |                                                                       |                                       |                                                                          | |  |  |
|                    |                                                                       |                                       |                                                                          | |  |  |

| 29 de mayo de 2025 | Unión                                                                     | 88–78                                 | Riachuelo                                                                 | Santa Fe |  |  |
| 20:30 (UTC-3)      | Parciales: 21-11, 23-24, 23-19, 21-24                                     | Parciales: 21-11, 23-24, 23-19, 21-24 | Parciales: 21-11, 23-24, 23-19, 21-24                                     | |  |  |
|                    | Estadísticas Dominique Morrison (17) Pedro Bombino (11) Gastón Whelan (8) | Reporte Pts Reb Asts                  | Estadísticas (21) Xavier Carreras (12) Reginald Becton (2) Tres jugadores | Pabellón: Estadio Ángel P. Malvicino Árbitros: Fabricio Vito Fernando Sampietro Raúl Lorenzo Televisión: Basquetpass.tv |  |  |
| 1-2                |                                                                           |                                       |                                                                           | |  |  |
|                    |                                                                           |                                       |                                                                           | |  |  |

| 31 de mayo de 2025                  | Unión                                                                     | 86–87                                 | Riachuelo                                                                      | Santa Fe |  |
| 19:00 (UTC-3)                       | Parciales: 24-15, 27-25, 24-25, 11-22                                     | Parciales: 24-15, 27-25, 24-25, 11-22 | Parciales: 24-15, 27-25, 24-25, 11-22                                          | |  |
|                                     | Estadísticas Dominique Morrison (26) Pedro Bombino (10) Gastón Whelan (5) | Reporte Pts Reb Asts                  | Estadísticas (18) Juan Pablo Corbalán (10) Federico Aguerre (3) Tres jugadores | Pabellón: Estadio Ángel P. Malvicino Árbitros: Oscar Brítez Jorge Chávez Nicolás D’anna Televisión: Basquetpass.tv |  |
| 1-3                                 |                                                                           |                                       |                                                                                | |  |
| Riachuelo avanza a cuartos de final |                                                                           |                                       |                                                                                | |  |

###### Regatas vs. San Martín
| 24 de mayo de 2025 | Regatas                                                                          | 74–72                                 | San Martín                                                             | Corrientes |  |  |
| 21:30 (UTC-3)      | Parciales: 13-16, 21-21, 18-20, 22-15                                            | Parciales: 13-16, 21-21, 18-20, 22-15 | Parciales: 13-16, 21-21, 18-20, 22-15                                  | |  |  |
|                    | Estadísticas Fabián Ramírez Barrios (18) Charles Thomas (14) Nicolás Aguirre (5) | Reporte Pts Reb Asts                  | Estadísticas (17) Franco Méndez (8) Vicente Garello (6) Lucas Gargallo | Pabellón: Estadio José Jorge Contte Árbitros: Pablo Estévez Gonzalo Delsart Nicolás D'anna Televisión: Basquetpass.tv |  |  |
| 1-0                |                                                                                  |                                       |                                                                        | |  |  |
|                    |                                                                                  |                                       |                                                                        | |  |  |

| 26 de mayo de 2025 | Regatas                                                            | 67–79                                 | San Martín                                                           | Corrientes |  |  |
| 21:00 (UTC-3)      | Parciales: 17-17, 22-27, 10-20, 18-15                              | Parciales: 17-17, 22-27, 10-20, 18-15 | Parciales: 17-17, 22-27, 10-20, 18-15                                | |  |  |
|                    | Estadísticas Andrés Jaime (15) Charles Thomas (6) Andrés Jaime (7) | Reporte Pts Reb Asts                  | Estadísticas (19) Franco Méndez (7) Franco Méndez (3) Lucas Gargallo | Pabellón: Estadio José Jorge Contte Árbitros: Juan José Fernández Roberto Smith Jorge Chávez Televisión: Basquetpass.tv |  |  |
| 1-1                |                                                                    |                                       |                                                                      | |  |  |
|                    |                                                                    |                                       |                                                                      | |  |  |

| 29 de mayo de 2025 | San Martín                                                              | 52–59                                | Regatas                                                                      | Corrientes |  |  |
| 21:10 (UTC-3)      | Parciales: 13-11, 19-17, 9-16, 11-15                                    | Parciales: 13-11, 19-17, 9-16, 11-15 | Parciales: 13-11, 19-17, 9-16, 11-15                                         | |  |  |
|                    | Estadísticas Vicente Garello (11) Lucas Gargallo (7) Lucas Gargallo (2) | Reporte Pts Reb Asts                 | Estadísticas (13) Sebastián Lugo (7) Fabián Ramírez Barrios (3) Iván Gramajo | Pabellón: Estadio Raúl Argentino Ortiz Árbitros: Oscar Brítez Alejandro Zanabone Enrique Cáceres Televisión: TyC Sports |  |  |
| 1-2                |                                                                         |                                      |                                                                              | |  |  |
|                    |                                                                         |                                      |                                                                              | |  |  |

| 31 de mayo de 2025 | San Martín                                                          | 77–73                                 | Regatas                                                                      | Corrientes |  |  |
| 21:35 (UTC-3)      | Parciales: 22-16, 13-19, 21-19, 21-19                               | Parciales: 22-16, 13-19, 21-19, 21-19 | Parciales: 22-16, 13-19, 21-19, 21-19                                        | |  |  |
|                    | Estadísticas Gastón García (18) Gastón García (9) Federico Grun (9) | Reporte Pts Reb Asts                  | Estadísticas (18) Charles Thomas (7) Fabián Ramírez Barrios (3) Andrés Jaime | Pabellón: Estadio Raúl Argentino Ortiz Árbitros: Fabricio Vito Raúl Sánchez Sebastián Vasallo Televisión: TyC Sports |  |  |
| 2-2                |                                                                     |                                       |                                                                              | |  |  |
|                    |                                                                     |                                       |                                                                              | |  |  |

| 3 de junio de 2025                | Regatas                                                                      | 93–91                                               | San Martín                                                            | Corrientes |  |
| 22:10 (UTC-3)                     | Parciales: 17-13, 20-14, 17-27, 23-23 (T.E.: 16-14)                          | Parciales: 17-13, 20-14, 17-27, 23-23 (T.E.: 16-14) | Parciales: 17-13, 20-14, 17-27, 23-23 (T.E.: 16-14)                   | |  |
|                                   | Estadísticas Iván Gramajo (32) Fabián Ramírez Barrios (8) Tres jugadores (2) | Reporte Pts Reb Asts                                | Estadísticas (27) Federico Grun (9) Vicente Garello (7) Dos jugadores | Pabellón: Estadio José Jorge Contte Árbitros: Pablo Estévez Fernando Sampietro Julio Dinamarca Televisión: TyC Sports |  |
| 3-2                               |                                                                              |                                                     |                                                                       | |  |
| Regatas avanza a cuartos de final |                                                                              |                                                     |                                                                       | |  |

#### Cuartos de final

###### Boca Juniors vs. Ferro
| 6 de junio de 2025 | Boca Juniors                                                          | 85–71                                 | Ferro                                                                       | Buenos Aires                                                                                                 |  |  |
| 20:00 (UTC-3)      | Parciales: 25-15, 17-11, 18-22, 25-23                                 | Parciales: 25-15, 17-11, 18-22, 25-23 | Parciales: 25-15, 17-11, 18-22, 25-23                                       | |  |  |
|                    | Estadísticas José Vildoza (25) Andrés Ibargüen (10) Martín Cuello (6) | Reporte Pts Reb Asts                  | Estadísticas (14) Gabriel Malachias (8) Gabriel Malachias (5) Jano Martínez | Pabellón: Estadio Luis Conde Árbitros: Pablo Estévez Sergio Tarifeño Raúl Lorenzo Televisión: Basquetpass.tv |  |  |
| 1-0                |                                                                       |                                       |                                                                             | |  |  |
|                    |                                                                       |                                       |                                                                             | |  |  |

| 8 de junio de 2025 | Boca Juniors                                                         | 69–71                                 | Ferro                                                                        | Buenos Aires                                                                                                   |  |  |
| 20:05 (UTC-3)      | Parciales: 21-18, 20-13, 12-18, 16-22                                | Parciales: 21-18, 20-13, 12-18, 16-22 | Parciales: 21-18, 20-13, 12-18, 16-22                                        | |  |  |
|                    | Estadísticas Andrés Ibargüen (13) José Vildoza (9) Dos jugadores (3) | Reporte Pts Reb Asts                  | Estadísticas (22) Emiliano Lezcano (6) Valentín Bettiga (3) Emiliano Lezcano | Pabellón: Estadio Luis Conde Árbitros: Juan José Fernández Fernando Sampietro Raúl Sánchez Televisión: DSports |  |  |
| 1-1                |                                                                      |                                       |                                                                              | |  |  |
|                    |                                                                      |                                       |                                                                              | |  |  |

| 11 de junio de 2025                                                       | Ferro                                                                      | 76–73                                 | Boca Juniors                                                        | Buenos Aires |  |
| 22:10 (UTC-3)                                                             | Parciales: 20-20, 12-19, 13-12, 31-22                                      | Parciales: 20-20, 12-19, 13-12, 31-22 | Parciales: 20-20, 12-19, 13-12, 31-22                               | |  |
|                                                                           | Estadísticas Emiliano Lezcano (23) Valentín Bettiga (11) Dos jugadores (5) | Reporte Pts Reb Asts                  | Estadísticas (19) Sebastián Vega (7) Dos jugadores (3) José Vildoza | Pabellón: Estadio Héctor Etchart Árbitros: Alejandro Chiti Julio Dinamarca Gonzalo Delsart Televisión: TyC Sports |  |
| 2-1                                                                       |                                                                            |                                       |                                                                     | |  |
| Emiliano Lezcano anotó el triple ganador de aro a aro sobre la chicharra. |                                                                            |                                       |                                                                     | |  |

| 13 de junio de 2025 | Ferro                                                                  | 72–74                                | Boca Juniors                                                         | Buenos Aires                                                                                            |  |  |
| 20:05 (UTC-3)       | Parciales: 23-14, 8-19, 20-20, 21-21                                   | Parciales: 23-14, 8-19, 20-20, 21-21 | Parciales: 23-14, 8-19, 20-20, 21-21                                 | |  |  |
|                     | Estadísticas Valentín Bettiga (19) Jano Martínez (8) Jano Martínez (6) | Reporte Pts Reb Asts                 | Estadísticas (15) Sebastián Vega (6) José Vildoza (6) Santiago Scala | Pabellón: Estadio Héctor Etchart Árbitros: Fabricio Vito Oscar Brítez Alberto Ponzo Televisión: DSports |  |  |
| 2-2                 |                                                                        |                                      |                                                                      | |  |  |
|                     |                                                                        |                                      |                                                                      | |  |  |

| 16 de junio de 2025                | Boca Juniors                                                         | 86–70                                 | Ferro                                                                      | Buenos Aires                                                                                             |  |
| 22:10 (UTC-3)                      | Parciales: 15-20, 30-14, 27-20, 14-16                                | Parciales: 15-20, 30-14, 27-20, 14-16 | Parciales: 15-20, 30-14, 27-20, 14-16                                      | |  |
|                                    | Estadísticas José Vildoza (23) Facundo Piñero (11) Martín Cuello (4) | Reporte Pts Reb Asts                  | Estadísticas (15) Alejandro Diez (5) Emiliano Lezcano (5) Rodrigo Gallegos | Pabellón: Estadio Luis Conde Árbitros: Pablo Estévez Roberto Smith Raúl Sánchez Televisión: TyC Sports 2 |  |
| 3-2                                |                                                                      |                                       |                                                                            | |  |
| Boca Juniors avanza a la semifinal |                                                                      |                                       |                                                                            | |  |

###### Oberá vs. Regatas
| 7 de junio de 2025 | Oberá                                                                    | 75–65                                 | Regatas                                                                        | Oberá |  |  |
| 11:30 (UTC-3)      | Parciales: 19-18, 24-15, 21-13, 11-19                                    | Parciales: 19-18, 24-15, 21-13, 11-19 | Parciales: 19-18, 24-15, 21-13, 11-19                                          | |  |  |
|                    | Estadísticas Agustín Barreiro (12) Agustín Barreiro (8) Juan Laterza (6) | Reporte Pts Reb Asts                  | Estadísticas (15) Dos jugadores (7) Fabián Ramírez Barrios (6) Nicolás Aguirre | Pabellón: Estadio OTC Árbitros: Juan José Fernández Alejandro Zanabone Alejandro Trías Televisión: TyC Sports |  |  |
| 1-0                |                                                                          |                                       |                                                                                | |  |  |
|                    |                                                                          |                                       |                                                                                | |  |  |

| 9 de junio de 2025 | Oberá                                                                       | 62–77                                 | Regatas                                                                     | Oberá                                                                                               |  |  |
| 21:00 (UTC-3)      | Parciales: 18-22, 12-11, 19-23, 13-21                                       | Parciales: 18-22, 12-11, 19-23, 13-21 | Parciales: 18-22, 12-11, 19-23, 13-21                                       | |  |  |
|                    | Estadísticas Francisco Conrradi (15) Agustín Barreiro (11) Juan Laterza (3) | Reporte Pts Reb Asts                  | Estadísticas (21) Iván Gramajo (8) Fabián Ramírez Barrios (4) Dos jugadores | Pabellón: Estadio OTC Árbitros: Pablo Estévez Roberto Smith Jorge Chávez Televisión: Basquetpass.tv |  |  |
| 1-1                |                                                                             |                                       |                                                                             | |  |  |
|                    |                                                                             |                                       |                                                                             | |  |  |

| 12 de junio de 2025 | Regatas                                                                       | 94–92                                              | Oberá                                                                  | Corrientes |  |  |
| 22:10 (UTC-3)       | Parciales: 25-19, 23-25, 20-17, 15-22 (T.E.: 11-9)                            | Parciales: 25-19, 23-25, 20-17, 15-22 (T.E.: 11-9) | Parciales: 25-19, 23-25, 20-17, 15-22 (T.E.: 11-9)                     | |  |  |
|                     | Estadísticas Fabián Ramírez Barrios (24) Nicolás Aguirre (9) Andrés Jaime (7) | Reporte Pts Reb Asts                               | Estadísticas (21) Juan Laterza (11) Agustín Barreiro (15) Juan Laterza | Pabellón: Estadio José Jorge Contte Árbitros: Oscar Brítez Julio Dinamarca Enrique Cáceres Televisión: TyC Sports |  |  |
| 2-1                 |                                                                               |                                                    |                                                                        | |  |  |
|                     |                                                                               |                                                    |                                                                        | |  |  |

| 14 de junio de 2025           | Regatas                                                                               | 81–79                                 | Oberá                                                                    | Corrientes |  |
| 22:00 (UTC-3)                 | Parciales: 21-21, 18-19, 27-22, 15-17                                                 | Parciales: 21-21, 18-19, 27-22, 15-17 | Parciales: 21-21, 18-19, 27-22, 15-17                                    | |  |
|                               | Estadísticas Fabián Ramírez Barrios (19) Fabián Ramírez Barrios (12) Iván Gramajo (8) | Reporte Pts Reb Asts                  | Estadísticas (22) Enzo Filippetti (11) Agustín Barreiro (9) Juan Laterza | Pabellón: Estadio José Jorge Contte Árbitros: Juan José Fernández Sergio Tarifeño Raúl Lorenzo Televisión: Basquetpass.tv |  |
| 3-1                           |                                                                                       |                                       |                                                                          | |  |
| Regatas avanza a la semifinal |                                                                                       |                                       |                                                                          | |  |

###### Instituto vs. Riachuelo
| 7 de junio de 2025 | Instituto                                                                    | 56–64                               | Riachuelo                                                                            | Córdoba |  |  |
| 21:00 (UTC-3)      | Parciales: 9-20, 14-8, 12-19, 21-17                                          | Parciales: 9-20, 14-8, 12-19, 21-17 | Parciales: 9-20, 14-8, 12-19, 21-17                                                  | |  |  |
|                    | Estadísticas Nicola Pomoli (13) Bautista Lugarini (11) Bautista Lugarini (3) | Reporte Pts Reb Asts                | Estadísticas (19) Federico Aguerre (10) Tonny Trocha-Morelos (6) Juan Pablo Corbalán | Pabellón: Gimnasio Ángel Sandrín Árbitros: Oscar Brítez Julio Dinamarca Danilo Molina Televisión: Basquetpass.tv |  |  |
| 0-1                |                                                                              |                                     |                                                                                      | |  |  |
|                    |                                                                              |                                     |                                                                                      | |  |  |

| 9 de junio de 2025 | Instituto                                                              | 77–76                                 | Riachuelo                                                                    | Córdoba |  |  |
| 20:30 (UTC-3)      | Parciales: 18-17, 20-28, 26-14, 13-17                                  | Parciales: 18-17, 20-28, 26-14, 13-17 | Parciales: 18-17, 20-28, 26-14, 13-17                                        | |  |  |
|                    | Estadísticas Leandro Vildoza (25) Nicola Pomoli (11) Nicola Pomoli (5) | Reporte Pts Reb Asts                  | Estadísticas (22) Juan Pablo Corbalán (7) Dos jugadores (2) Cuatro jugadores | Pabellón: Gimnasio Ángel Sandrín Árbitros: Fabricio Vito Alejandro Chiti Nicolás D'anna Televisión: Basquetpass.tv |  |  |
| 1-1                |                                                                        |                                       |                                                                              | |  |  |
|                    |                                                                        |                                       |                                                                              | |  |  |

| 12 de junio de 2025 | Riachuelo                                                                          | 82–88                                 | Instituto                                                                 | La Rioja |  |  |
| 21:30 (UTC-3)       | Parciales: 19-23, 19-19, 18-24, 26-22                                              | Parciales: 19-23, 19-19, 18-24, 26-22 | Parciales: 19-23, 19-19, 18-24, 26-22                                     | |  |  |
|                     | Estadísticas Juan Pablo Corbalán (21) Federico Aguerre (8) Juan Pablo Corbalán (7) | Reporte Pts Reb Asts                  | Estadísticas (20) Alex Negrete (13) Bautista Lugarini (3) Nicolás Copello | Pabellón: Superdomo de La Rioja Árbitros: Juan José Fernández Fernando Sampietro Ariel Rosas Televisión: Basquetpass.tv |  |  |
| 1-2                 |                                                                                    |                                       |                                                                           | |  |  |
|                     |                                                                                    |                                       |                                                                           | |  |  |

| 14 de junio de 2025             | Riachuelo                                                                    | 81–86                                 | Instituto                                                                   | La Rioja |  |
| 20:00 (UTC-3)                   | Parciales: 11-21, 27-11, 22-27, 21-27                                        | Parciales: 11-21, 27-11, 22-27, 21-27 | Parciales: 11-21, 27-11, 22-27, 21-27                                       | |  |
|                                 | Estadísticas Juan Pablo Corbalán (16) Reginald Bectron (13) Franco Vieta (4) | Reporte Pts Reb Asts                  | Estadísticas (18) Leandro Vildoza (8) Bautista Lugarini (5) Leandro Vildoza | Pabellón: Superdomo de La Rioja Árbitros: Pablo Estévez Oscar Brítez Roberto Smith Televisión: Basquetpass.tv |  |
| 1-3                             |                                                                              |                                       |                                                                             | |  |
| Instituto avanza a la semifinal |                                                                              |                                       |                                                                             | |  |

###### Quimsa vs. Obras
| 6 de junio de 2025 | Quimsa                                                                 | 78–67                                 | Obras                                                                       | Santiago del Estero |  |  |
| 22:00 (UTC-3)      | Parciales: 24-14, 20-14, 20-20, 14-19                                  | Parciales: 24-14, 20-14, 20-20, 14-19 | Parciales: 24-14, 20-14, 20-20, 14-19                                       | |  |  |
|                    | Estadísticas Nicolás Romano (18) Tavario Miller (11) Agustín Pérez (5) | Reporte Pts Reb Asts                  | Estadísticas (13) Leonel Schattmann (13) Chris Clarke (3) Leonel Schattmann | Pabellón: Estadio Ciudad de Santiago del Estero Árbitros: Oscar Brítez Julio Dinamarca Alberto Ponzo Televisión: Basquetpass.tv |  |  |
| 1-0                |                                                                        |                                       |                                                                             | |  |  |
|                    |                                                                        |                                       |                                                                             | |  |  |

| 8 de junio de 2025 | Quimsa                                                                    | 88–65                                | Obras                                                             | Santiago del Estero |  |  |
| 21:30 (UTC-3)      | Parciales: 21-20, 20-4, 25-30, 22-11                                      | Parciales: 21-20, 20-4, 25-30, 22-11 | Parciales: 21-20, 20-4, 25-30, 22-11                              | |  |  |
|                    | Estadísticas Brandon Robinson (23) Nicolás Romano (9) Bruno Sansimoni (5) | Reporte Pts Reb Asts                 | Estadísticas (18) Chris Clarke (10) Chris Clarke (8) Pedro Barral | Pabellón: Estadio Ciudad de Santiago del Estero Árbitros: Alejandro Chiti Fabricio Vito Sebastián Vasallo Televisión: Basquetpass.tv |  |  |
| 2-0                |                                                                           |                                      |                                                                   | |  |  |
|                    |                                                                           |                                      |                                                                   | |  |  |

| 11 de junio de 2025          | Obras                                                             | 81–83                                 | Quimsa                                                               | Buenos Aires |  |
| 20:30 (UTC-3)                | Parciales: 23-23, 19-27, 16-13, 23-20                             | Parciales: 23-23, 19-27, 16-13, 23-20 | Parciales: 23-23, 19-27, 16-13, 23-20                                | |  |
|                              | Estadísticas Chris Clarke (25) Chris Clarke (20) Pedro Barral (6) | Reporte Pts Reb Asts                  | Estadísticas (18) Juan Brussino (7) Tavario Miller (5) Juan Brussino | Pabellón: Estadio Obras Sanitarias Árbitros: Juan José Fernández Alejandro Zanabone Raúl Sánchez Televisión: Basquetpass.tv |  |
| 0-3                          |                                                                   |                                       |                                                                      | |  |
| Quimsa avanza a la semifinal |                                                                   |                                       |                                                                      | |  |

#### Semifinales

###### Instituto vs. Regatas
| 20 de junio de 2025 | Instituto                                                                | 77–70                                 | Regatas                                                                                   | Córdoba |  |  |
| 18:05 (UTC-3)       | Parciales: 20-22, 20-15, 20-16, 17-17                                    | Parciales: 20-22, 20-15, 20-16, 17-17 | Parciales: 20-22, 20-15, 20-16, 17-17                                                     | |  |  |
|                     | Estadísticas Dos jugadores (13) Bautista Lugarini (7) Seis jugadores (2) | Reporte Pts Reb Asts                  | Estadísticas (16) Fabián Ramírez Barrios (10) Fabián Ramírez Barrios (3) Cuatro jugadores | Pabellón: Gimnasio Ángel Sandrín Árbitros: Fernando Sampietro Juan José Fernández Roberto Smith Televisión: DSports |  |  |
| 1-0                 |                                                                          |                                       |                                                                                           | |  |  |
|                     |                                                                          |                                       |                                                                                           | |  |  |

| 22 de junio de 2025 | Instituto                                                               | 82–72                                 | Regatas                                                                       | Córdoba |  |  |
| 20:05 (UTC-3)       | Parciales: 19-21, 19-14, 24-12, 20-25                                   | Parciales: 19-21, 19-14, 24-12, 20-25 | Parciales: 19-21, 19-14, 24-12, 20-25                                         | |  |  |
|                     | Estadísticas Javier Saiz (15) Bautista Lugarini (9) Leandro Vildoza (5) | Reporte Pts Reb Asts                  | Estadísticas (19) Fabián Ramírez Barrios (7) Nicolás Aguirre (3) Andrés Jaime | Pabellón: Gimnasio Ángel Sandrín Árbitros: Alejandro Chiti Oscar Brítez Julio Dinamarca Televisión: DSports |  |  |
| 2-0                 |                                                                         |                                       |                                                                               | |  |  |
|                     |                                                                         |                                       |                                                                               | |  |  |

| 25 de junio de 2025 | Regatas                                                                            | 80–66                                | Instituto                                                            | Corrientes |  |  |
| 20:35 (UTC-3)       | Parciales: 21-17, 25-20, 13-21, 21-8                                               | Parciales: 21-17, 25-20, 13-21, 21-8 | Parciales: 21-17, 25-20, 13-21, 21-8                                 | |  |  |
|                     | Estadísticas Salvador Giletto (23) Fabián Ramírez Barrios (14) Nicolás Aguirre (5) | Reporte Pts Reb Asts                 | Estadísticas (14) Alex Negrete (5) Dos jugadores (4) Leandro Vildoza | Pabellón: Estadio José Jorge Contte Árbitros: Fernando Sampietro Raúl Sánchez Danilo Molina Televisión: DSports |  |  |
| 1-2                 |                                                                                    |                                      |                                                                      | |  |  |
|                     |                                                                                    |                                      |                                                                      | |  |  |

| 27 de junio de 2025         | Regatas                                                              | 82–88                                 | Instituto                                                              | Corrientes                                                                                                  |  |
| 20:05 (UTC-3)               | Parciales: 24-20, 21-22, 16-23, 21-23                                | Parciales: 24-20, 21-22, 16-23, 21-23 | Parciales: 24-20, 21-22, 16-23, 21-23                                  | |  |
|                             | Estadísticas Nicolás Aguirre (21) Dos jugadores (8) Andrés Jaime (6) | Reporte Pts Reb Asts                  | Estadísticas (27) Nicola Pomoli (6) Leandro Vildoza (2) Tres jugadores | Pabellón: Estadio José Jorge Contte Árbitros: Pablo Estévez Oscar Brítez Nicolás D’anna Televisión: DSports |  |
| 1-3                         |                                                                      |                                       |                                                                        | |  |
| Instituto avanza a la final |                                                                      |                                       |                                                                        | |  |

###### Boca Juniors vs. Quimsa
| 22 de junio de 2025 | Boca Juniors                                                            | 70–58                                 | Quimsa                                                                  | Buenos Aires |  |  |
| 22:10 (UTC-3)       | Parciales: 15-13, 16-17, 19-18, 20-10                                   | Parciales: 15-13, 16-17, 19-18, 20-10 | Parciales: 15-13, 16-17, 19-18, 20-10                                   | |  |  |
|                     | Estadísticas Santiago Scala (15) Franco Giorgetti (7) Dos jugadores (3) | Reporte Pts Reb Asts                  | Estadísticas (12) Dos jugadores (10) Tavario Miller (5) Bruno Sansimoni | Pabellón: Estadio Luis Conde Árbitros: Juan José Fernández Alejandro Zanabone Gonzalo Delsart Televisión: TyC Sports 2 |  |  |
| 1-0                 |                                                                         |                                       |                                                                         | |  |  |
|                     |                                                                         |                                       |                                                                         | |  |  |

| 24 de junio de 2025 | Boca Juniors                                                       | 87–70                                 | Quimsa                                                                    | Buenos Aires |  |  |
| 21:10 (UTC-3)       | Parciales: 26-28, 24-16, 20-11, 17-15                              | Parciales: 26-28, 24-16, 20-11, 17-15 | Parciales: 26-28, 24-16, 20-11, 17-15                                     | |  |  |
|                     | Estadísticas José Vildoza (31) Sebastián Vega (8) José Vildoza (6) | Reporte Pts Reb Asts                  | Estadísticas (17) Tavario Miller (12) Tavario Miller (4) Brandon Robinson | Pabellón: Estadio Luis Conde Árbitros: Pablo Estévez Fernando Sampietro Julio Dinamarca Televisión: TyC Sports 2 |  |  |
| 2-0                 |                                                                    |                                       |                                                                           | |  |  |
|                     |                                                                    |                                       |                                                                           | |  |  |

| 27 de junio de 2025            | Quimsa                                                                   | 80–83                                 | Boca Juniors                                                      | Santiago del Estero |  |
| 22:10 (UTC-3)                  | Parciales: 19-15, 14-21, 19-24, 28-23                                    | Parciales: 19-15, 14-21, 19-24, 28-23 | Parciales: 19-15, 14-21, 19-24, 28-23                             | |  |
|                                | Estadísticas Nicolás Romano (18) Tavario Miller (9) Brandon Robinson (4) | Reporte Pts Reb Asts                  | Estadísticas (21) José Vildoza (5) Dos jugadores (6) José Vildoza | Pabellón: Estadio Ciudad de Santiago del Estero Árbitros: Alejandro Chiti Roberto Smith Jorge Chávez Televisión: TyC Sports 2 |  |
| 0-3                            |                                                                          |                                       |                                                                   | |  |
| Boca Juniors avanza a la final |                                                                          |                                       |                                                                   | |  |

#### Final

###### Boca Juniors vs. Instituto

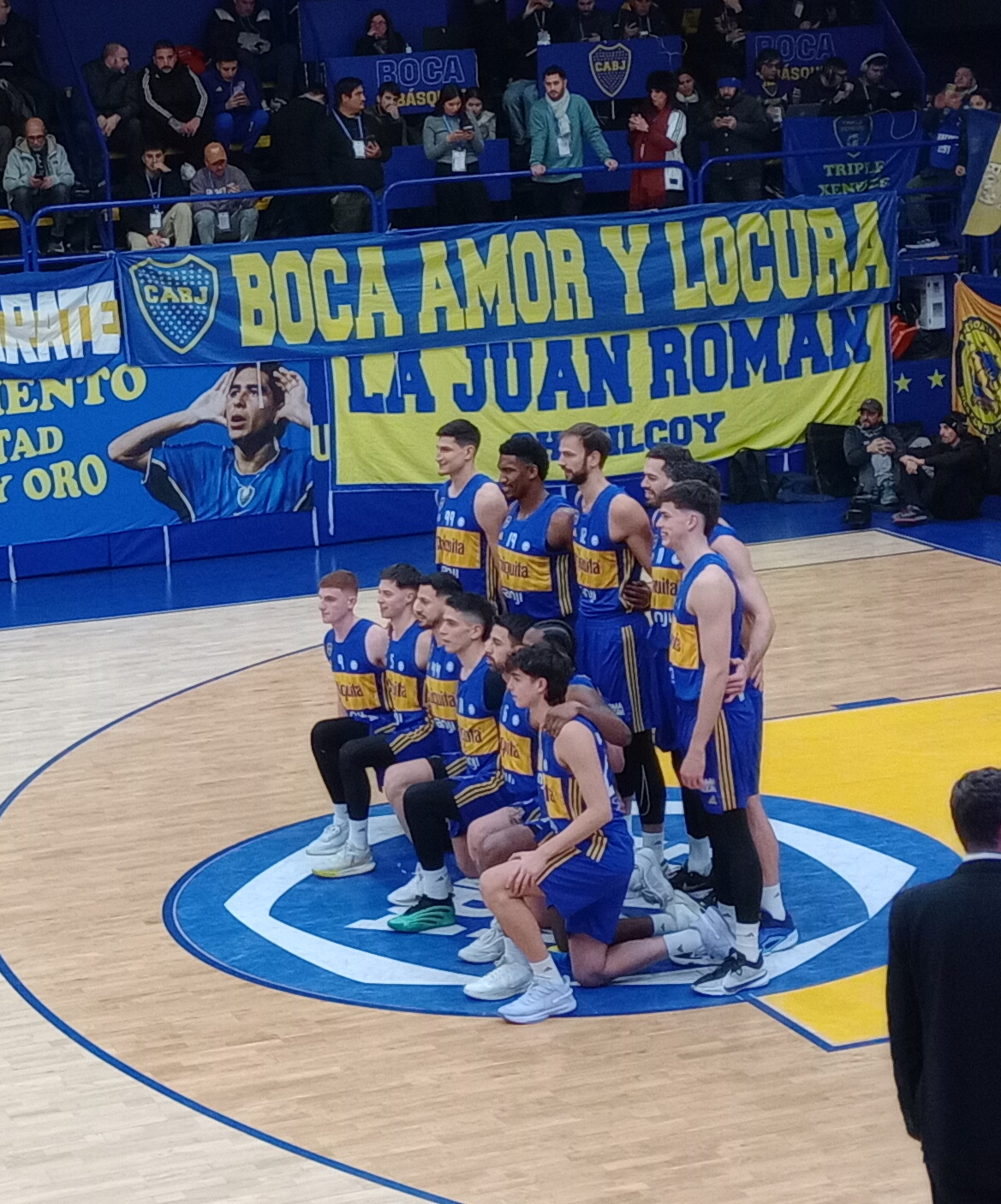
Plantel del campeón posando antes de la primera final

| 1 de julio de 2025 | Boca Juniors                                                        | 69–82                                 | Instituto                                                         | Buenos Aires                                                                                            |  |  |
| 22:55 (UTC-3)      | Parciales: 14-17, 17-23, 22-29, 16-13                               | Parciales: 14-17, 17-23, 22-29, 16-13 | Parciales: 14-17, 17-23, 22-29, 16-13                             | |  |  |
|                    | Estadísticas José Vildoza (22) José Vildoza (13) Santiago Scala (6) | Reporte Pts Reb Asts                  | Estadísticas (18) Alex Negrete (7) Lee Aaliya (6) Leandro Vildoza | Pabellón: Estadio Luis Conde Árbitros: Pablo Estévez Julio Dinamarca Ariel Rosas Televisión: TyC Sports |  |  |
| 0-1                |                                                                     |                                       |                                                                   | |  |  |
|                    |                                                                     |                                       |                                                                   | |  |  |

| 3 de julio de 2025 | Boca Juniors                                                       | 75–70                                              | Instituto                                                                 | Buenos Aires                                                                                             |  |  |
| 22:15 (UTC-3)      | Parciales: 13-20, 14-12, 23-22, 15-11 (T.E.: 10-5)                 | Parciales: 13-20, 14-12, 23-22, 15-11 (T.E.: 10-5) | Parciales: 13-20, 14-12, 23-22, 15-11 (T.E.: 10-5)                        | |  |  |
|                    | Estadísticas Santiago Scala (17) Marcos Delía (8) José Vildoza (3) | Reporte Pts Reb Asts                               | Estadísticas (13) Bautista Lugarini (9) Javier Saiz (3) Bautista Lugarini | Pabellón: Estadio Luis Conde Árbitros: Alejandro Chiti Raúl Sánchez Danilo Molina Televisión: TyC Sports |  |  |
| 1-1                |                                                                    |                                                    |                                                                           | |  |  |
|                    |                                                                    |                                                    |                                                                           | |  |  |

| 7 de julio de 2025 | Instituto                                                           | 90–92                                 | Boca Juniors                                                        | Córdoba |  |  |
| 22:10 (UTC-3)      | Parciales: 13-23, 22-23, 20-19, 35-27                               | Parciales: 13-23, 22-23, 20-19, 35-27 | Parciales: 13-23, 22-23, 20-19, 35-27                               | |  |  |
|                    | Estadísticas Alex Negrete (22) Dos jugadores (5) Tres jugadores (3) | Reporte Pts Reb Asts                  | Estadísticas (26) José Vildoza (9) Sebastián Vega (4) Dos jugadores | Pabellón: Gimnasio Ángel Sandrín Árbitros: Pablo Estévez Roberto Smith Nicolás D’anna Televisión: TyC Sports |  |  |
| 1-2                |                                                                     |                                       |                                                                     | |  |  |
|                    |                                                                     |                                       |                                                                     | |  |  |

| 9 de julio de 2025 | Instituto                                                              | 72–68                                 | Boca Juniors                                                         | Córdoba |  |  |
| 22:10 (UTC-3)      | Parciales: 20-19, 15-22, 27-11, 10-16                                  | Parciales: 20-19, 15-22, 27-11, 10-16 | Parciales: 20-19, 15-22, 27-11, 10-16                                | |  |  |
|                    | Estadísticas Bautista Lugarini (22) Javier Saiz (6) Tres jugadores (3) | Reporte Pts Reb Asts                  | Estadísticas (16) Martín Cuello (6) Andrés Ibargüen (4) José Vildoza | Pabellón: Gimnasio Ángel Sandrín Árbitros: Fernando Sampietro Julio Dinamarca Gonzalo Delsart Televisión: TyC Sports |  |  |
| 2-2                |                                                                        |                                       |                                                                      | |  |  |
|                    |                                                                        |                                       |                                                                      | |  |  |

| 12 de julio de 2025 | Boca Juniors                                                           | 85–84                                 | Instituto                                                       | Buenos Aires                                                                                                   |  |  |
| 21:05 (UTC-3)       | Parciales: 23-21, 22-19, 24-22, 16-22                                  | Parciales: 23-21, 22-19, 24-22, 16-22 | Parciales: 23-21, 22-19, 24-22, 16-22                           | |  |  |
|                     | Estadísticas Andrés Ibargüen (21) Andrés Ibargüen (9) José Vildoza (4) | Reporte Pts Reb Asts                  | Estadísticas (23) Alex Negrete (9) Javier Saiz (5) Alex Negrete | Pabellón: Estadio Luis Conde Árbitros: Alejandro Chiti Juan José Fernández Raúl Sánchez Televisión: TyC Sports |  |  |
| 3-2                 |                                                                        |                                       |                                                                 | |  |  |
|                     |                                                                        |                                       |                                                                 | |  |  |

| 15 de julio de 2025 | Instituto                                                                    | 76–72                                | Boca Juniors                                                            | Córdoba |  |  |
| 22:10 (UTC-3)       | Parciales: 20-21, 6-13, 28-17, 22-21                                         | Parciales: 20-21, 6-13, 28-17, 22-21 | Parciales: 20-21, 6-13, 28-17, 22-21                                    | |  |  |
|                     | Estadísticas Bautista Lugarini (16) Bautista Lugarini (9) Tres jugadores (4) | Reporte Pts Reb Asts                 | Estadísticas (19) Santiago Scala (10) Sebastián Vega (4) Santiago Scala | Pabellón: Gimnasio Ángel Sandrín Árbitros: Pablo Estévez Fernando Sampietro Ariel Rosas Televisión: TyC Sports |  |  |
| 3-3                 |                                                                              |                                      |                                                                         | |  |  |
|                     |                                                                              |                                      |                                                                         | |  |  |

| 20 de julio de 2025              | Boca Juniors                                                          | 78–77                                 | Instituto                                                              | Buenos Aires                                                                                                   |  |
| 20:30 (UTC-3)                    | Parciales: 23-17, 20-21, 19-17, 16-22                                 | Parciales: 23-17, 20-21, 19-17, 16-22 | Parciales: 23-17, 20-21, 19-17, 16-22                                  | |  |
|                                  | Estadísticas José Vildoza (17) Andrés Ibargüen (9) Santiago Scala (5) | Reporte Pts Reb Asts                  | Estadísticas (16) Alex Negrete (8) Leandro Vildoza (5) Leandro Vildoza | Pabellón: Estadio Luis Conde Árbitros: Pablo Estévez Alejandro Chiti Fernando Sampietro Televisión: TyC Sports |  |
| 4-3                              |                                                                       |                                       |                                                                        | |  |
| Boca Juniors se consagró campeón |                                                                       |                                       |                                                                        | |  |

## Galardones

### Quinteto ideal de la semana
| Semana | Jugadores                             | Jugadores                             | Jugadores                              | Jugadores                              | Jugadores                                   |
| ------ | ------------------------------------- | ------------------------------------- | -------------------------------------- | -------------------------------------- | ------------------------------------------- |
| 1      | Marcos Delía P (Boca Juniors)         | Al Thornton A (Peñarol)               | Marcus Thomas Jr. E (Peñarol)          | Martín Cabrera B (Independiente (O))   | Rodrigo Gallegos B (Ferro)                  |
| 2      | Joao Franca P (Olímpico)              | Will Vorhees AP (Oberá TC)            | Nicola Pomoli E (Instituto)            | José Defelippo E (Olímpico)            | Juan Brussino B (Quimsa)                    |
| 3      | Pedro Bombino P (Unión)               | Al Thornton A (Peñarol)               | Sebastian Lugo E (San Lorenzo)         | Tomás Spano B (Ferro)                  | Diego Figueredo B (Riachuelo)               |
| 4      | Joao Franca P (Olímpico)              | Fabián R. Barrios AP (Regatas)        | Nicola Pomoli E (Instituto)            | James Reese E (Regatas)                | Francisco Conrradi B (Oberá)                |
| 5      | Demarco Owens P (La Unión de Formosa) | Juan Cruz Oberto AP (Atenas)          | Fabián R. Barrios AP (Regatas)         | Federico Grun E (San Lorenzo)          | Francisco Conrradi B (Oberá)                |
| 6      | Joao Franca P (Olímpico)              | Al Thornton A (Peñarol)               | Agustín Barreiro AP (Oberá)            | Lucas Andújar E (Peñarol)              | José Vildoza B (Boca Juniors)               |
| 7      | Travis Daniels P (Gimnasia (CR))      | Al Thornton A (Peñarol)               | Leonardo Lema A (Atenas)               | Agustín Brocal E (Oberá)               | Emiliano Toretta B (Gimnasia (CR))          |
| 8      | Agustín Barreiro AP (Oberá)           | Nicolás Romano A (Quimsa)             | Lucas Gargallo A (San Martín (C))      | Tobias Franchela B (Regatas)           | Jeremías Frontera B (Argentino (J))         |
| 9      | Reginald Becton AP (Riachuelo)        | Chris Clarke A (Obras)                | Marcus Thomas E (Peñarol)              | Franco Smaniotti A (Platense)          | Diego Figueredo B (Riachuelo)               |
| 10     | Demarco Owens P (La Unión de Formosa) | Chris Clarke A (Obras)                | Arnold Louis AP (Quimsa)               | Juan Pablo Corbalán E (Riachuelo)      | Marcos Chacón B (Gimnasia (CR))             |
| 11     | Al Thornton A (Peñarol)               | Chris Clarke A (Obras)                | Luciano González E (Peñarol)           | Tomás Spano B (Ferro)                  | Diego Figueredo B (Riachuelo)               |
| 12     | Al Thornton A (Peñarol)               | Chris Clarke A (Obras)                | André Nation A (Gimnasia (CR))         | Gastón Córdoba AP (San Lorenzo)        | Lucas Pérez B (San Lorenzo)                 |
| 13     | Sebastián Morales AP (Platense)       | Chris Clarke A (Obras)                | Sebastián Vega AP (Boca Juniors)       | Valentín Bettiga E (Ferro)             | José Vildoza B (Boca Juniors)               |
| 14     | Pedro Bombino P (Unión)               | Charles Thomas AP (Regatas)           | Valentín Bettiga E (Ferro)             | Juan Pablo Corbalán E (Riachuelo)      | José Vildoza B (Boca Juniors)               |
| 15     | Windi Graterol P (Platense)           | Chris Clarke A (Obras)                | Eric Flor E (Platense)                 | Emiliano Lezcano B (Ferro)             | Facundo Vázquez B (Platense)                |
| 16     | Du'Vaughn Maxwell AP (Olímpico)       | Gaston Cordoba AP (San Lorenzo)       | Marcos Mata A (Obras)                  | Romeao Ferguson E (La Unión)           | Jano Martínez B (Ferro)                     |
| 17     | Demarco Owens P (La Unión)            | Lucas Gargallo A (San Martín)         | Patricio Tabarez A (Independiente (O)) | Selem Safar E (San Lorenzo)            | Romeao Ferguson E (La Unión)                |
| 18     | Arnold Louis AP (Quimsa)              | Dischon Thomas A (Olímpico)           | Zach Graham A (Platense)               | Agustín Pérez Tapia E (Quimsa)         | Diego Figueredo B (Club Atlético Riachuelo) |
| 19     | Ignacio Alessio P (Unión)             | Chris Clarke A (Obras)                | Manuel Hernández A (Argentino (J))     | Martiniano Dato E (Gimnasia (CR))      | Emiliano Lezcano B (Ferro)                  |
| 20     | Arnold Louis AP (Quimsa)              | Chris Clarke A (Obras)                | André Nation A (Gimnasia (CR))         | Patricio Tabarez A (Independiente (O)) | Facundo Vázquez B (Platense)                |
| 21     | Reginald Becton AP (Riachuelo)        | Al Thornton A (Peñarol)               | Brandon Robinson A (Quimsa)            | Martín Cuello A (Boca Juniors)         | Facundo Vázquez B (Platense)                |
| 22     | Iván Basualdo P (San Lorenzo)         | Chris Clarke A (Obras)                | Leonardo Lema A (Atenas)               | Nicola Pomoli E (Instituto)            | Juan Brussino B (Quimsa)                    |
| 23     | Agustín Barreiro AP (Oberá TC)        | Alex Negrete A (Instituto)            | Brandon Robinson A (Quimsa)            | Dischon Thomas A (Olímpico)            | Martín Cabrera B (Independiente (O))        |
| 24     | Iván Basualdo P (San Lorenzo)         | Chris Clarke A (Obras)                | Tavario Miller AP (Quimsa)             | Martín Trelles E (Zárate)              | Marcos Chacón B (Gimnasia (CR))             |
| 25     | Arnold Louis AP (Quimsa)              | Chris Clarke A (Obras)                | Edgar Merchant Jr. A (Zárate)          | Eric Flor E (Platense)                 | Juan Latersa B (Oberá)                      |
| 26     | Ken Horton AP (Gimnasia (CR))         | Tavario Miller AP (Quimsa)            | Raynere Thornton E (Argentino (J))     | Julius Bowie E (La Unión de Formosa)   | Emiliano Lezcano B (Ferro)                  |
| 27     | Iván Basualdo P (San Lorenzo)         | Demarco Owens P (La Unión de Formosa) | Facundo Tolosa E (Peñarol)             | Juan Pablo Corbalán E (Riachuelo)      | Gastón García B (San Martín (C))            |
| 28     | Andrés Ibargüen P (Boca Juniors)      | Agustín Barreiro AP (Oberá)           | Agustín Brocal E (Oberá)               | Emiliano Lezcano B (Ferro)             | José Vildoza B (Boca Juniors)               |

### Quinteto ideal de los Play-offs
| Fase             | Jugadores                      | Jugadores                          | Jugadores                       | Jugadores                     | Jugadores                         |
| ---------------- | ------------------------------ | ---------------------------------- | ------------------------------- | ----------------------------- | --------------------------------- |
| Reclasificación  | Dominique Morrison A (Unión)   | Chris Clarke A (Obras)             | Nakye Sanders A (Atenas)        | Leonel Schattmann E (Obras)   | Juan Pablo Corbalán E (Riachuelo) |
| Cuartos de final | Charles Thomas AP (Regatas)    | Fabián Ramírez Barrios A (Regatas) | Brandon Robinson A (Quimsa)     | Leandro Vildoza B (Instituto) | José Vildoza B (Boca Juniors)     |
| Semifinal        | Quintin Alexander AP (Regatas) | Sebastián Vega AP (Boca Juniors)   | Bautista Lugarini A (Instituto) | Nicola Pomoli E (Instituto)   | José Vildoza B (Boca Juniors)     |

### Premios de la temporada[13]
| Categorías           | Ganador(es)                     |
| -------------------- | ------------------------------- |
| MVP de la temporada  | José Vildoza (Boca Juniors)     |
| MVP de las finales   | José Vildoza (Boca Juniors)     |
| Mejor nacional       | José Vildoza (Boca Juniors)     |
| Mejor extranjero     | Chris Clarke (Obras)            |
| Mayor progreso       | Alex Negrete (Instituto)        |
| Mejor joven          | Alex Negrete (Instituto)        |
| Revelación/debutante | Jano Martínez (Ferro)           |
| Mejor defensor       | Gastón García (San Martín)      |
| Sexto Hombre         | Juan Pablo Corbalán (Riachuelo) |
| Entrenador del año   | Fabio Demti (Oberá TC)          |
| Mejor árbitro        | Fabricio Vito                   |
| Quinteto ideal       | José Vildoza B (Boca Juniors)   |
| Quinteto ideal       | Agustín Brocal E (Oberá TC)     |
| Quinteto ideal       | Al Thornton A (Peñarol)         |
| Quinteto ideal       | Chris Clarke AP (Obras)         |
| Quinteto ideal       | Agustín Barreiro P (Oberá TC)   |

## Estadísticas
Nota: Estadisticas organizadas según los máximos alcanzados en cada rubro al finalizar la temporada, no por promedio.
| Rubro              | Nombre          | Equipo           | Tot. | PP.  |
| ------------------ | --------------- | ---------------- | ---- | ---- |
| Puntos             | José Vildoza    | Boca Juniors     | 745  | 14.6 |
| Libres             | Al Thornton     | Peñarol          | 189  | 5.1  |
| Dobles             | Will Vorhees    | Oberá TC         | 215  | 5.2  |
| Triples            | José Vildoza    | Boca Juniors     | 118  | 2.3  |
| Rebotes            | Chris Clarke    | Obras Sanitarias | 444  | 10.3 |
| Rebotes defensivos | Chris Clarke    | Obras Sanitarias | 368  | 8.5  |
| Rebotes ofensivos  | Will Vorhees    | Oberá TC         | 102  | 2.4  |
| Asistencias        | Pedro Barral    | Obras Sanitarias | 208  | 4.8  |
| Robos              | Gastón García   | San Martín       | 97   | 2.3  |
| Tapas              | Reginald Becton | Riachuelo        | 41   | 0.9  |